# Nyitrai zsinagóga
A Nyitrai zsinagóga egy nyitrai zsidó vallási épület.

## Története
Az akkor még az Osztrák-Magyar Monarchiához tartozó Nyitra zsinagógája 1911-ben épült a nagy magyar zsinagógaépítész, Baumhorn Lipót tervei szerint. A négyzet alaprajzú, 620 négyzetméteres épületben 500 ember fért el. Kupolája 16 méter magas. Belső kialakítása szerénynek mondható, homlokzatát növényi és geometrikus motívumok díszítik. A kovácsoltvas kapuval rendelkező bejáratnál emléktábla őrzi az építkezéshez anyagilag hozzájárulók nevét.
Az épület sokáig eredeti funkciójában működött, majd hosszú időn át üresen állt. 1982-től  Nyitrai Kerületi Nemzeti Bizottság, majd 1991-től Nyitra önkormányzatának kezelésébe került. Nagyobb felújítási munkálatok 1996-tól zajlottak rajta. 2003-tól felújítva a nyilvánosság számára is elérhető, mint a Zsidó Kultúra Múzeuma és különböző kulturális események színhelye.

## Képtár

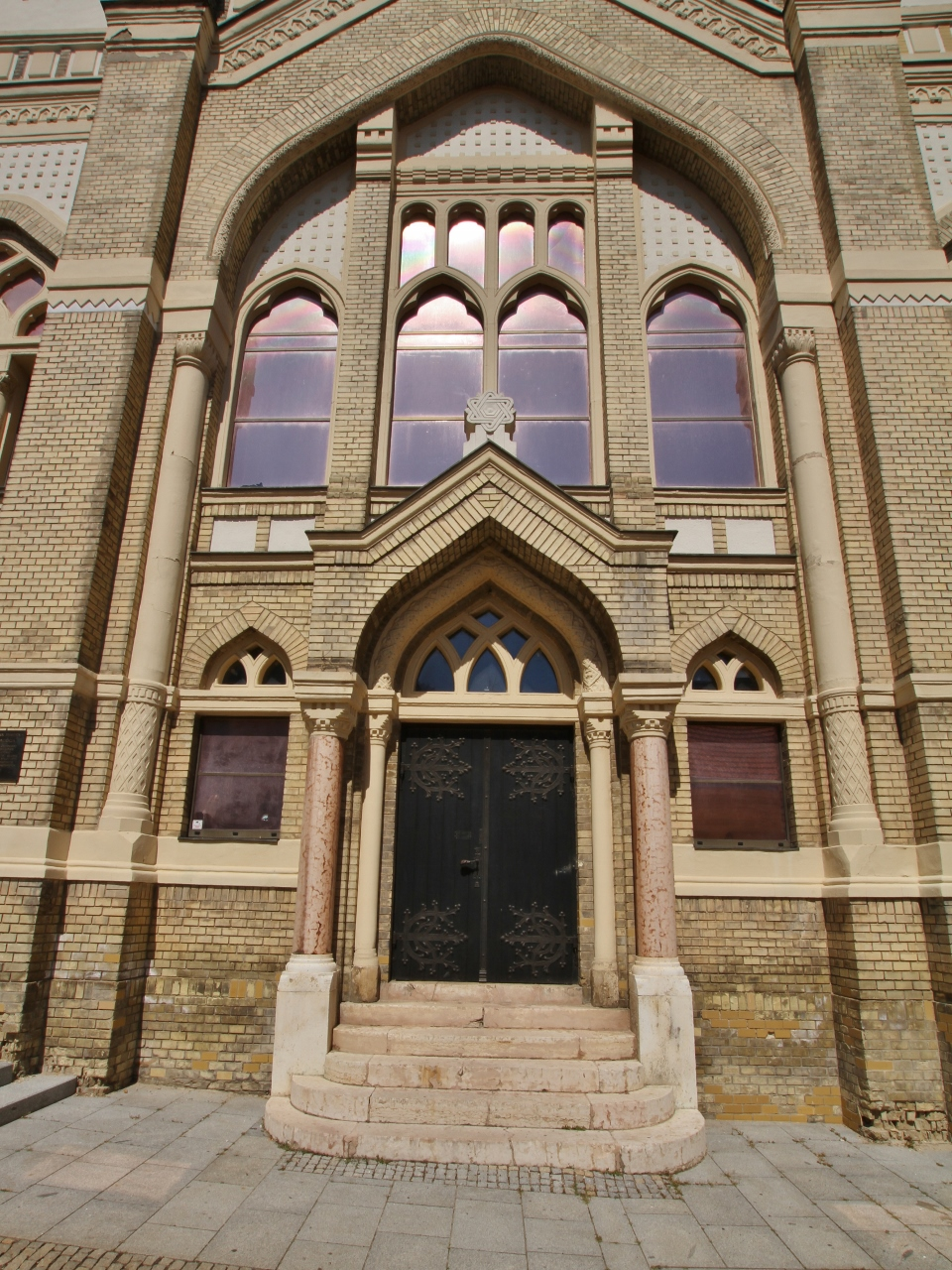
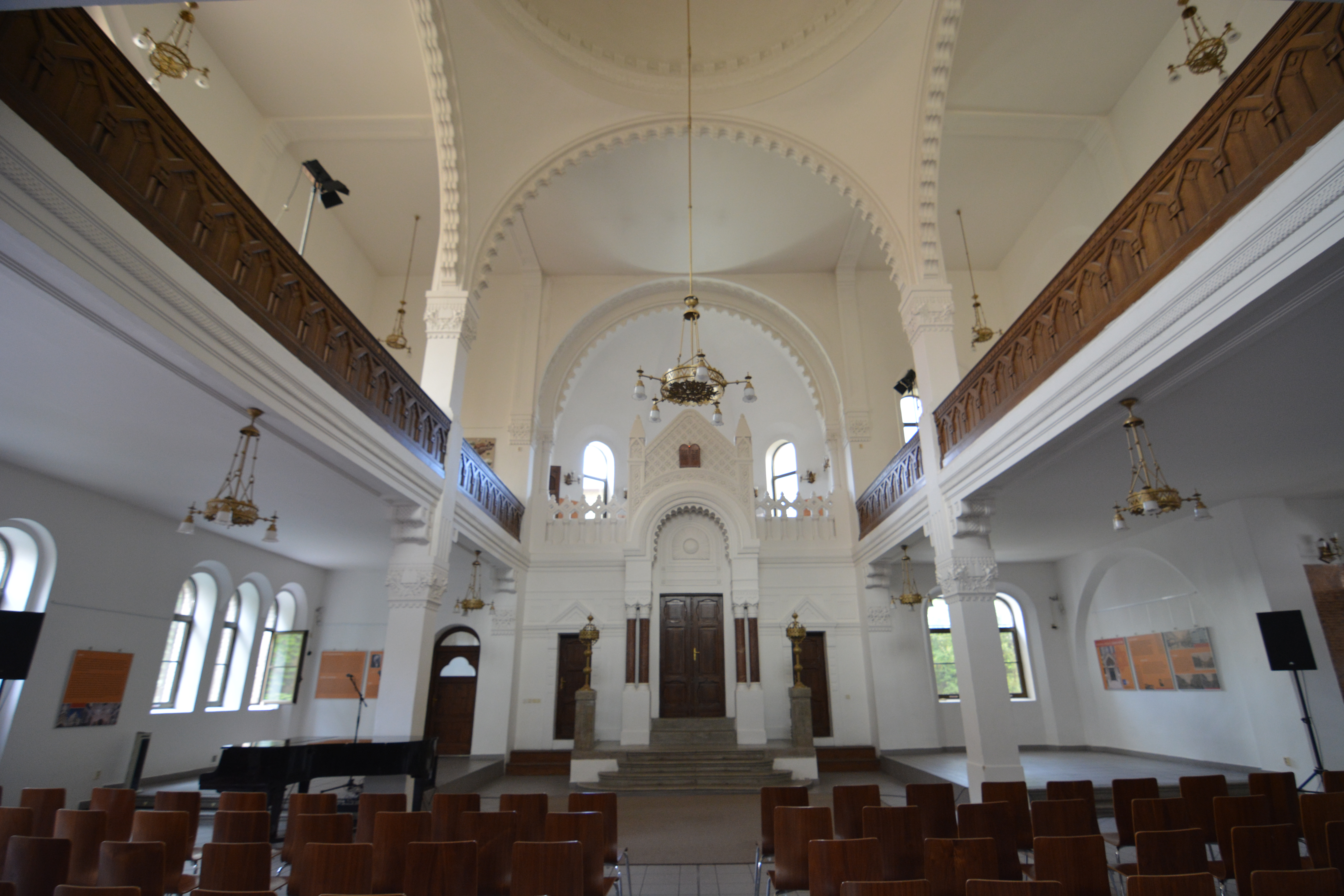
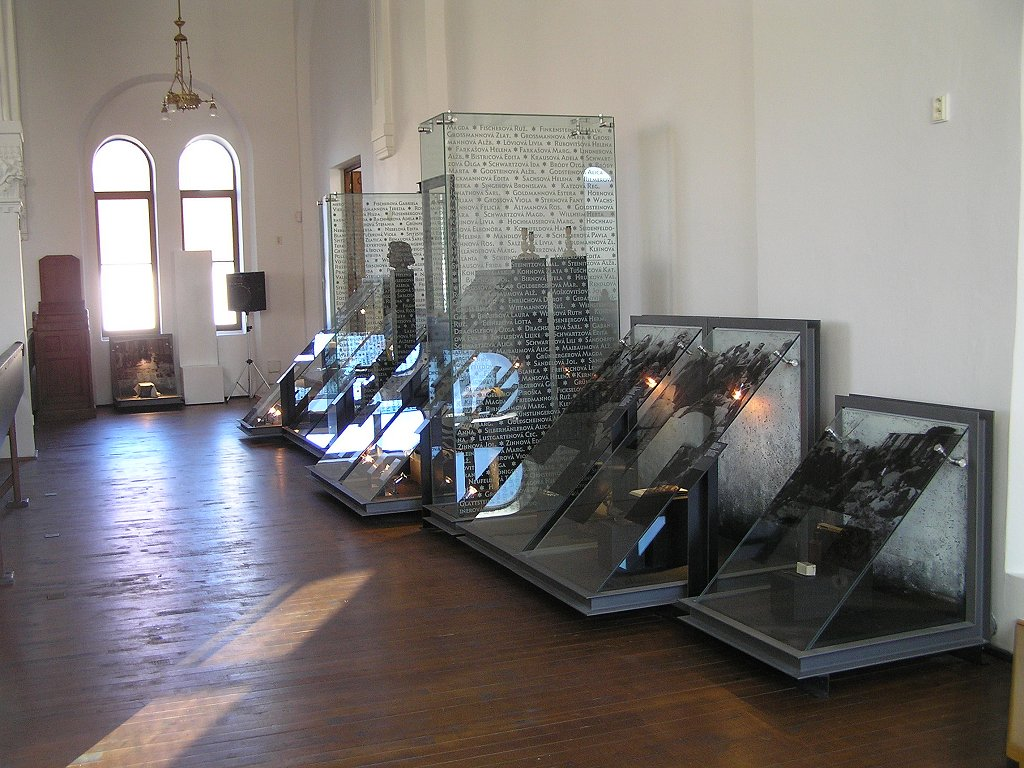
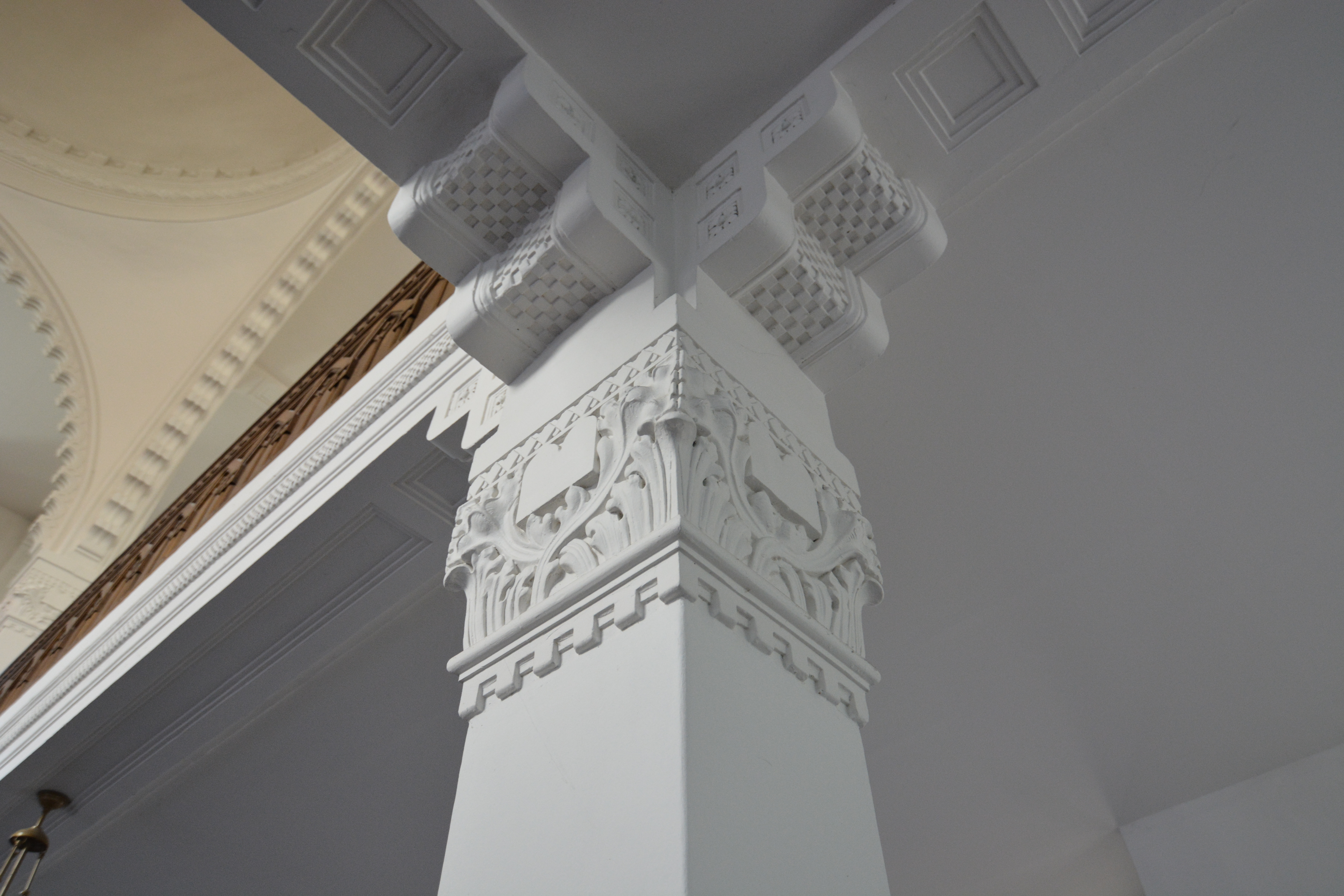
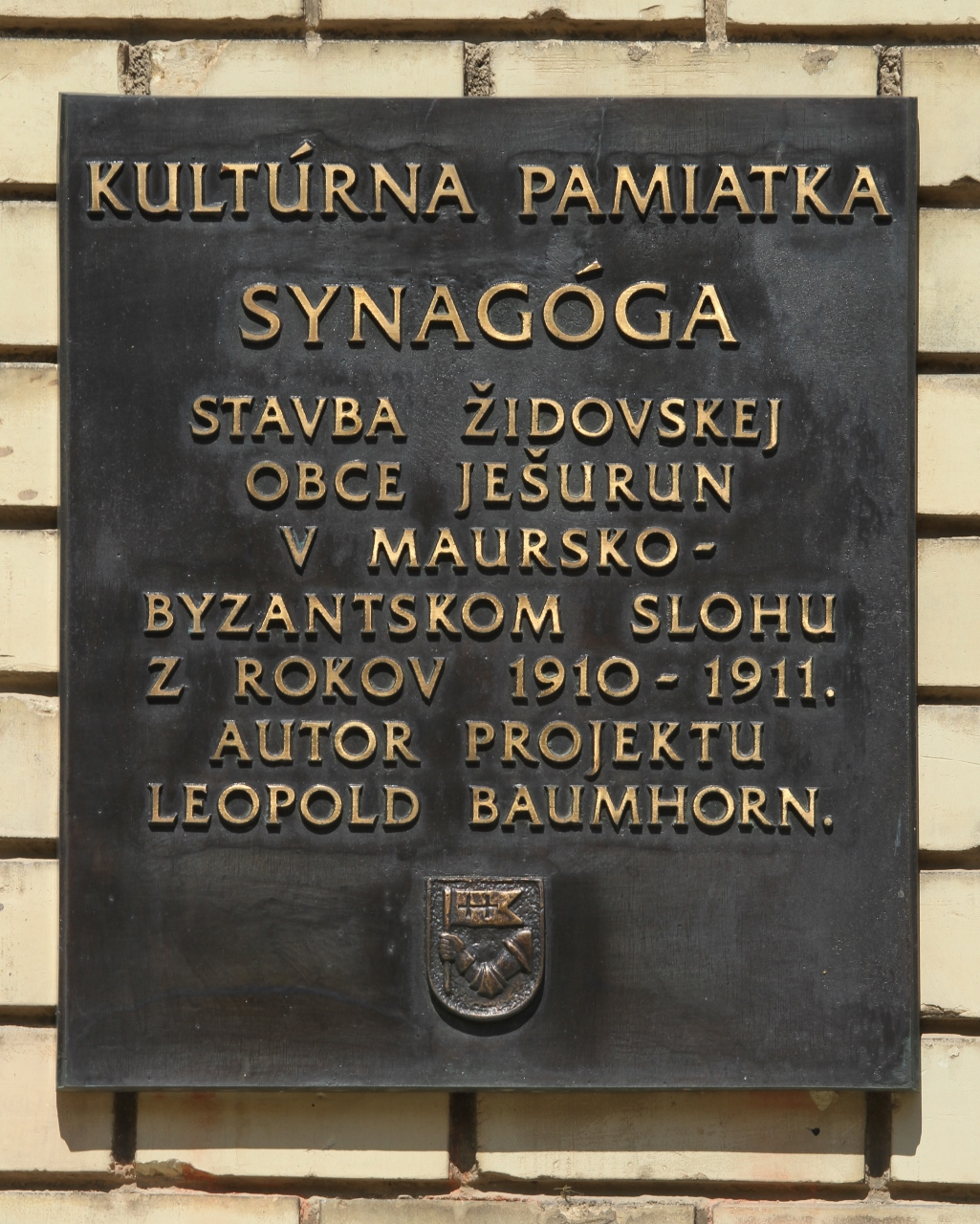